# 146 f.Kr.
| 146 f.Kr.          |
| ------------------ |
| Dødsfald - Fødsler |
|                    |

## Begivenheder
- Romerne angriber og ødelægger den græske by Korinth.
- Romerne ødelægger Kartago, herved slutter den 3. puniske krig.

## Dødsfald
| År | Spire Denne artikel om et år, årti, århundrede eller årtusinde er en spire som bør udbygges. Du er velkommen til at hjælpe Wikipedia ved at udvide den. |